# گیاهان شورپسند

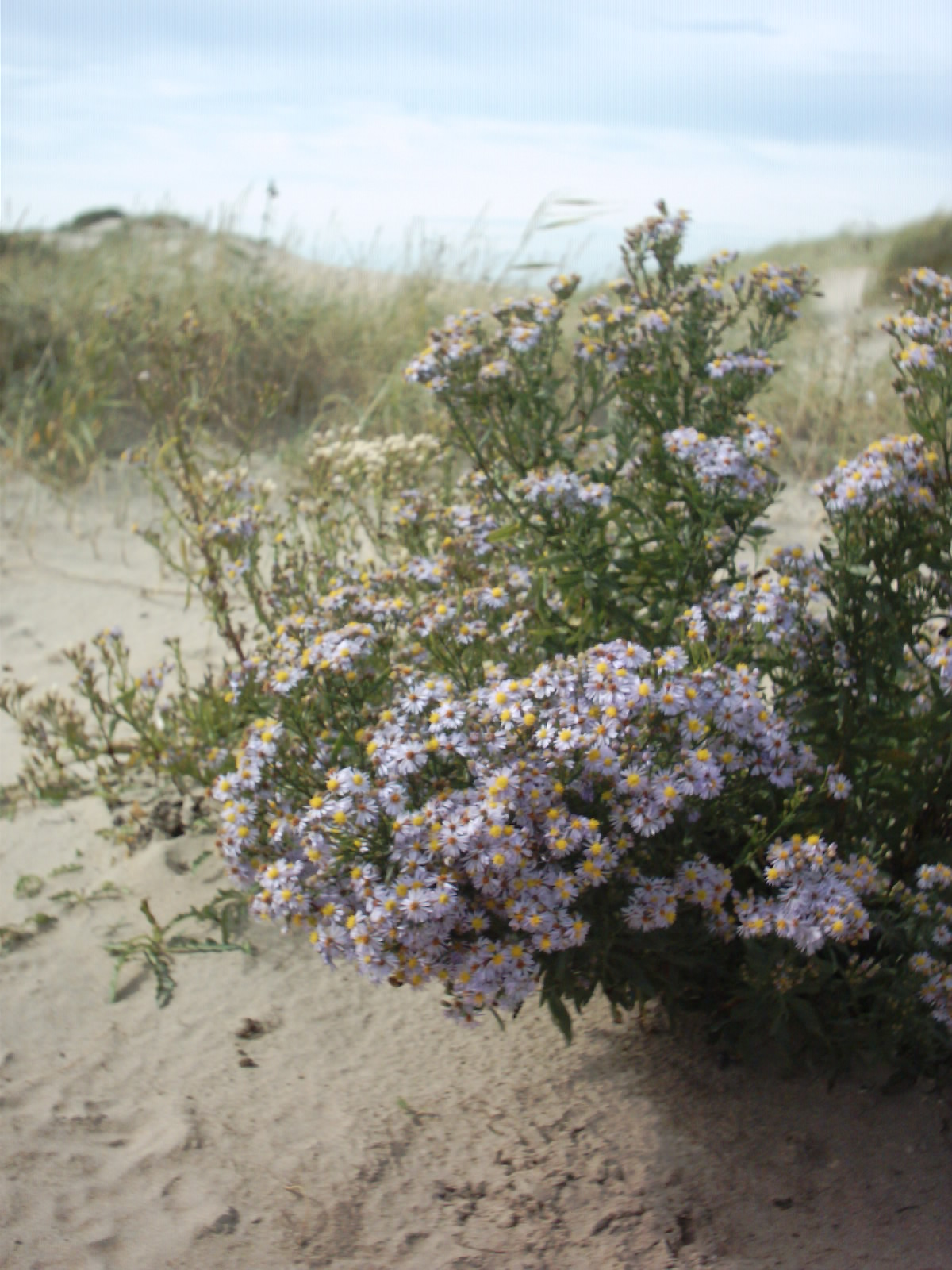
گیاهان شورپسند را می‌توان برای مهار بیابان به کار برد

گیاهان نمک‌رُست یا گیاهان شورپسند (یا گیاهان شوره‌زی/شورزی)، گیاهانی هستند که می‌توانند با آب دریا و دیگر آب‌ها و خاک‌های شور هم‌زیستی کنند و نمک اضافی موجود در خاک را کاهش دهند. همچنین می‌توان از آب دریا برای آبیاری آنها استفاده کرد. با توجه به منابع سرشار آب دریا این گیاهان کمک بسیار خوبی برای مهار بیابان و بیابان زدایی هستند. چندین کشور از این گیاهان در زیست‌بوم خود استفاده می‌کنند.
در آب دریا به‌طور معمول در هر لیتر ۴۰ گرم از نمک‌های معدنی (عمدتا کلرید سدیم) به صورت محلول وجود دارد. لوبیا و برنج فقط می‌توانند تا میزان ۱ تا ۳ گرم نمک را در لیتر تحمل کنند. از سوی دیگر، گیاهانی همچو حرا و سالیکورنیا و اسفناج باغی در این گروه قرار می‌گیرند که به خوبی شوری ۷۰ گرم در هر لیتر آب را تحمل می‌کنند.
گیاهان بوته‌ای شورپسند بر روی خاک‌هایی که شوری سولفاته-کلریده دارند یا نزدیک سفره‌های آبی زیرزمینی قرار گرفته‌اند، نظیر فرورفتگی‌های سولونچاک (شور و قلیایی) و سولونچاک‌های سواحل، رشد می‌کنند که دارای برگ‌های کوچک یا بی‌برگ هستند. ترکه یا سرشاخه‌های جوان ضخیم و ماشوره‌ای و معمولاً با برگ‌های گوشتی است. شیرهٔ سلول از محلول نمک‌های سولفاته و کلراته اشباع است. گاهی تا ۴۵ درصد وزن خشک مطلق برگ‌ها را نمک تشکیل می‌دهد. فراوانی نمک‌های محلول در آب سبب افزایش فشار اسمزی شیره سلول و به تأخیر انداختن تبخیر و تعرق می‌گردد. در بعضی از گیاهان شورپسند فشار اسمزی به ۲۰۰ اتمسفر نیز می‌رسد.